# William Henry Bateson
Pour les articles homonymes, voir Bateson.
William Henry Bateson (3 juin 1812 – 27 mars 1881) est un universitaire et pasteur anglais, connu pour sa principalité au St John's College de Cambridge et son engagement pour l'éducation universitaire des femmes.    

## Biographie

### Vie privée
William Henry Bateson est né à Liverpool, dans le quartier d'Everton (en). Il est le cinquième fils de Richard Bateson, marchand, et de Lucy Wheeler Gordon.
Le 11 juin 1857, il se marie avec Anna Aikin (1829 – 1918), originaire de Liverpool, suffragiste et cofondatrice de la Cambridge Women's Suffrage Association dont elle est secrétaire, et membre de plusieurs associations suffragistes jusqu'au début du XXe siècle. De cette union naît six enfants, dont la journaliste Margaret Heitland (1860 – 1938), le généticien William Bateson (1861 – 1926), et l'historienne Mary Bateson (1865 – 1906). 
Il meurt à Cambridge, le 27 mars 1881 à la suite d'une attaque soudaine de bronchite spasmodique, et est inhumé dans le cimetière paroissial de Madingley.

### Études
Bateson commence ses études à Shrewsbury School, sous la principalité de l'écrivain britannique Samuel Butler. Il est ensuite admis en 1829 au St John's College de Cambridge, et y prend résidence en 1831. Au cours de ses études, il suit une formation d'avocat, d'enseignant et de pasteur. Il est diplômé en 1836, puis obtient une maîtrise en 1839. Il se forme ensuite en théologie, obtenant son diplôme en 1846 et son doctorat en théologie en 1857. 

### Carrière professionnelle
Bateson devient « fellow » de St John's College en 1837, et occupe les fonctions de Rede Lecturer (en) (1841), de Senior Bursar (en) (1846-1857) et de Public Orator (en) (1848 – 1857). Il est nommé « master », c'est-à-dire principal, en 1857, et occupe cette fonction jusqu'à sa mort, en 1881. 
En parallèle, il a été admis au Lincoln's Inn en 1836, et élu principal adjoint au Proprietary School de Leicester en 1837. Il sera par la suite élu principal de cette école, mais n'occupera jamais ce poste, pensant exercer un métier juridique. Il s'oriente vers une carrière pastorale et reprend des études de théologie à Cambridge, puis il est ordonné diacre en 1839, pasteur anglican en 1840. Il est nommé chapelain de Horningsea entre 1840 et 1843, et pasteur de Madingley entre 1843 et 1847. En 1872, il est nommé membre d'une commission chargée d'enquêter sur les propriétés et revenus des universités d'Oxford et de Cambridge,.   
Entre 1858 et 1859, il est vice-chancelier de l'université de Cambridge. Il est de plus gouverneur de Rugby School et de Shrewsbury School. Il est président de l'école de filles Perse School (en), où il est considéré comme un fervent partisan de l'éducation universitaire des jeunes filles.